# Justice League Task Force
Justice League Task Force est un jeu vidéo de combat sorti en 1995 sur Mega Drive et Super Nintendo. Le jeu a été développé par Blizzard Entertainment et Sunsoft, et édité par Acclaim Entertainment. Le jeu est basé sur les personnages de comics la Ligue de justice d'Amérique.

## Personnages
Héros :
- Aquaman
- Batman
- The Flash
- Green Arrow
- Superman
- Wonder Woman

Méchants :
- Cheetah
- Despero
- Darkseid